# Joseph Cades

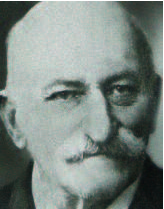
Joseph Cades

Joseph Cades, auch Josef Cades, (* 15. September 1855 in Altheim, Oberamt Biberach, heute zu Schemmerhofen; † 31. Mai 1943 in Stuttgart) war ein deutscher Architekt des Historismus. Er entwarf zahlreiche katholische Kirchenbauten, darunter 39 Kirchen in der württembergischen Diözese Rottenburg.

## Leben

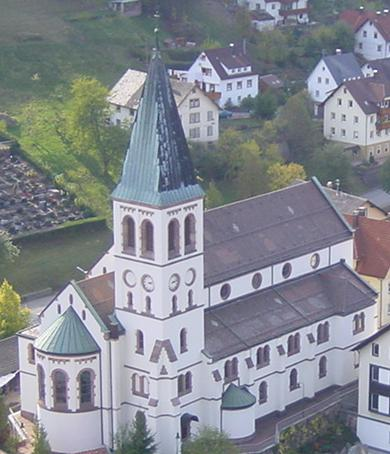
Pfarrkirche St. Michael in Lauterbach

Joseph Cades wurde in Altheim, heute ein Teilort von Schemmerhofen in Oberschwaben, geboren. Sein Vater war von Beruf Schuhmacher. Nach Aufgabe des Handwerks war der Vater Landwirt und Gemeindepfleger. Schon früh wurde Joseph Cades zu leichten landwirtschaftlichen Arbeiten herangezogen. In freien Stunden pflegte er in der heimatlichen Pfarrkirche St. Nikolaus zu sitzen und Bauelemente auf seinem Skizzenblock nachzuzeichnen. Joseph Cades machte eine Lehre als Steinmetz, besuchte die Winterbauschule in Biberach und ab 1871 die Baugewerkschule Stuttgart. Nach dem Abschluss trat er in die Dombauhütte des Ulmer Münsters ein, wo er vor allem mit dem Entwurf der beiden Chortürme betraut war. Anschließend studierte er an der Technischen Hochschule Stuttgart. Einer seiner Lehrer war Joseph von Egle. Ab 1883 war er im Erzbischöflichen Bauamt in Freiburg im Breisgau tätig. In diese Zeit fallen Studienreisen in Deutschland, Italien und Frankreich.
Ab 1886 war er selbständiger Architekt in Stuttgart und widmete sich vor allem dem katholischen Kirchenbau.
Cades’ Stil reicht von der Neugotik über die Neuromanik bis zum Neubarock.
Einige von Cades’ Kirchen wurden im Zweiten Weltkrieg zerstört und teils vereinfacht wiederaufgebaut. Andere wurden im Zuge des architektonischen Geschmackswandels und aufgrund von Reformen in der katholischen Liturgie ab den 1950er Jahren verändert, purifiziert und ihrer oft opulenten Ausstattung beraubt. Die stadtbildprägende, zweitürmige neugotische Herz-Jesu-Kirche in Bregenz, die bei der Erbauung als „Kathedrale en miniature“ gerühmte Pfarrkirche St. Martinin Hundersingen und die oft „Schussentaldom“ genannte Pfarrkirche in Mochenwangen blieben als Gesamtkunstwerke des Historismus mitsamt Ausstattung und Ausmalung erhalten und wurden im späten 20. Jahrhundert behutsam renoviert. Ebenfalls nahezu in der Originalgestalt erhalten haben sich die Pfarrkirchen zu Dieterskirch und Heudorf.
Joseph Cades ist auch für seine Zeichnungen von alten Baudenkmalen bekannt. Bis 1921 engagierte er sich bei der Inventarisierung der Kunstdenkmale in Württemberg und erwies sich als herausragender Kenner der Kunstgeschichte Schwabens.

## Bauten
- 1886–1887: Pfarrkirche St. Martin in Dotternhausen
- 1889–1891: Notkirche St. Antonius in Ursendorf
- 1890–1891: Friedhofskapelle in Tettnang
- 1891: Antoniuskapelle in Stuttgart-Hohenheim
- 1891: Pfarrkirche St. Nikolaus in Pfahlheim
- ab 1891: Umbau der Liebfrauenkirche in Ravensburg
- 1892: Pfarrkirche St. Joseph in Ebingen
- 1892–1893: St. Franziskus (Schwenningen) in Villingen-Schwenningen
- 1893–1894: Neubau der Pfarrkirche St. Michael in Lauterbach (Schwarzwald)
- 1894: Pfarrkirche St. Leonhard in Stödtlen
- 1894–1896: Pfarrkirche St. Jakobus in Zimmern unter der Burg[2]
- 1895–1896: Renovierung mit teilweisem Neuaufbau der Jakobuskirche in Rosenberg-Hohenberg
- 1897–1898: Erweiterung der Pfarrkirche St. Martin in Schemmerberg
- 1898: Pfarrkirche St. Ursula in Uttenweiler-Dieterskirch
- 1898–1900: Pfarrkirche St. Martin (Kirchberg an der Iller)
- 1898–1899: Pfarrkirche St. Pelagius in Rottweil (Altstadt)[3]
- 1899: Pfarrkirche St. Georg in Ertingen
- 1899: Umbau und Erweiterung (Altarraum und Sakristei) der Pfarrkirche St. Georg in Ingoldingen
- 1900–1901: Pfarrkirche St. Peter und Paul in Heudorf
- 1900–1901: Pfarrkirche St. Elisabeth in Stuttgart-West
- 1901–1902: Pfarrkirche St. Jakobus Maior in Bubsheim
- 1902: Pfarrkirche St. Pankratius in Bühl (heute zu Tübingen)[4]
- 1902–1903: Pfarrkirche St. Maria in Isny im Allgäu
- 1902–1904: Umbau und Erweiterung der Pfarrkirche St. Gallus in Kressbronn-Gattnau
- 1903: Pfarrkirche St. Johannes Evangelist in Untertürkheim
- 1903–1904: Pfarrkirche St. Mariä Geburt in Wolpertswende-Mochenwangen
- 1904: Pfarrkirche St. Michael in Eberhardzell-Oberessendorf
- 1905: Pfarrkirche St. Bernhard in Bad Herrenalb
- 1905: oberer Teil und Zwiebelhaube des Turms der Stadtpfarrkirche Herz-Jesu in Schelklingen
- 1905–1906: Pfarrkirche St. Laurentius in Waldstetten (Ostalbkreis)
- 1905–1908: Pfarrkirche Bregenz-Herz Jesu in Bregenz
- 1905–1906: Pfarrkirche St. Martin in Herbertingen-Hundersingen
- 1906: Turm der Pfarrkirche St. Katharina in Wolfegg
- 1907–1908: Pfarrkirche St. Ulrich in Kirchheim unter Teck
- 1907–1909: Liebfrauenkirche in Cannstatt
- 1909: Erweiterung der Pfarrkirche St. Nikolaus in Altheim, Geburtsort von Joseph Cades
- 1910: Pfarrkirche St. Kolumban in Wendlingen-Unterboihingen
- 1907–1911: Stadtpfarrkirche St. Maria in Landau in der Pfalz
- 1909–1910: Pfarrkirche St. Wolfgang in Reutlingen
- 1910: Pfarrkirche St. Martinus in Lauterstein-Nenningen
- 1912: Pfarrkirche St. Bernhard in Heubach
- 1912: Pfarrkirche St. Dionysius in Rottenburg-Dettingen
- 1912–1914: Heilig-Geist-Kirche in Schramberg
- 1914: Pfarrkirche St. Michael in Hüttisheim

## Mitgliedschaft
- Kunstverein der Diözese Rottenburg-Stuttgart